# Agranulocytose
Agranulocytose is een ernstige aandoening waarbij bepaalde soorten witte bloedcellen (granulocyten) in sterk verlaagd aantal voorkomen en wel totaal minder dan 0,5 x 109/l. 
De afweer is hierdoor sterk verminderd. Bij verhoging van het aantal spreekt men van granulocytose. Agranulocytose begint doorgaans met koude rillingen, koorts, het optreden van keelpijn en zweertjes rond anus en mondholte. Soms treedt daarnaast icterus op. Veelal is de oorzaak gelegen in gebruik van geneesmiddelen zoals clozapine, fenytoïne, carbimazol en propylthiouracil.
Clozapine is een atypisch neurolepticum, dat wordt gebruikt in de behandeling van schizofrenie. Dit product is tijdelijk van de markt gehaald na een aantal sterfgevallen ten gevolge van agranulocytose, maar is later opnieuw geïntroduceerd wegens het grote succes van dit geneesmiddel. Patiënten die het innemen moeten tegenwoordig wel regelmatig een bloedonderzoek laten doen.
Carbimazol en propylthiouracil worden gebruikt bij behandeling van hyperthyreoidie.